# 司立修
司立修（法語：Jean-Benoît Chouzy；1830年12月24日—1899年9月22日），是天主教法國籍主教及巴黎外方傳教會會士。曾任前廣西宗座監牧區宗座監牧（1891年－1899年）。

## 生平
司立修出生於1830年12月24日，在法國蒙布里松區盧瓦爾省的東部市鎮帕尼西耶爾。1859年，他在21歲時加入巴黎外方傳教會。1860年6月2日，司立修在23歲時晉鐸，並赴中國傳教。
1891年8月21日，司立修在54歲時獲時任教宗良十三世任命為前廣西宗座監牧區宗座監牧，領銜土耳其佩特內利索教區主教。同年11月22日，司立修在香港由廣東宗座代牧邵斯主教主禮，香港宗座代牧高雷門主教和福建北境宗座代牧蘇瑪素主教襄禮晉牧。
司主教任內，將教座由廣西上思縣遷到貴縣。
1899年9月22日，司立修主教在清朝廣西省貴縣去世，享年62歲。